# Metrostation
|  | Denne artikel omhandler begrebet metrostation. For det amerikanske band, se Metro Station. |
En metrostation eller tunnelbanestation er en station på en metro, undergrundsbane eller lignende. Metrostationer kan have mange udformninger alt efter funktion og lokale forhold og kan være placeret både under jorden, hævet over den eller være i niveau. Mange metrostationer er desuden udsmykket i større eller mindre grad.

## Udformning
Alt afhængig af placeringen af sporene kan en metrostation befinde sig under jorden, hævet over den eller i niveau. Hvor baner krydser hinanden, er metrostationer anlagt i flere niveauer passende til de enkelte baner. I alle tilfælde er der ind- og udgange fra gadeplan, ofte med trapper, rulletrapper og/eller elevatorer til perroner ude af niveau.
Ved indgangen er der opsat et logo for metrosystemet sammen med oplysninger om de linjer, der betjener stationen. Nogle selskaber opsætter desuden stationens navn på et skilt ved indgangen. Mange stationer har flere indgange, så folk slipper for at krydse gaden. Her kan tunneler og højbanestationer dog også bruges til bare netop at krydse gaden og dermed undgå trafikken. I nogle tilfælde kan metrostationer desuden være forbundet med vigtige bygninger så som stormagasiner med særskilte adgangsveje.
På nogle stationer, især hvor togene er fuldautomatiske, er hele perronen afskærmet fra sporet af en væg, typisk af glas, med automatiske perrondøre. Ligesom elevatordøre åbner de kun, når et tog er stoppet, og forhindrer dermed, at passagerer falder eller kaster sig ned på sporet, hvor de risikerer at blive kørt over eller få livsfarlige stød fra strømskinnen langs med sporet. Derudover hjælper de på ventilationen på stationer under jorden, der kan opvarmes eller køles ned, uden at det samme skal ske for tunnelerne. Til gengæld gør dørene hele systemet dyrere og mere komplekst, ligesom togene er nødt til at sænke hastigheden mere, når de ankommer til stationerne, for at sikre, at de kommer til at holde med togdørene udfor perrondørene.
Verdens største og mest komplekse metrostation er den franske Gare de Châtelet – Les Halles, der betjener fem linjer på Métro de Paris og tre på RER-nettet. Verdens højest placerede metrostation over jorden er den amerikanske Smith–Ninth Streets på New York City Subway.

### Arkitektur og udsmykning
Nogle metrosystemer, så som Napolis Metro, Stockholms Tunnelbana, Moskvas metro, Sankt Petersborg Metro, Tasjkents Metro, Kijevs Metro, Montreals Metro, Kaohsiung Mass Rapid Transit System og Prags Metro, er berømte for deres smukke arkitektur og kunstneriske udsmykning. Métro de Paris er berømt for sine indgange i art nouveau, mens Athens Metro er kendt for at vise arkæologiske effekter, der blev fundet under bygningen.
Metrostationer har ofte et karakteristisk design, der varierer fra station til station, og som kan have relation til stederne, hvor de ligger. London Undergrounds Baker Street Station er for eksempel udsmykket med silhuetter af den fiktive detektiv Sherlock Holmes, der netop boede på Baker Street. Concorde på Métro de Paris er dekoreret med et værk i keramik, hvor den franske oversættelse af FN's Verdenserklæring om Menneskerettighederne er gengivet i blå skrift på hvid baggrund. I Valencia har hver metrostation en forskellig skulptur på etagen med billetsalg. Alameda Station er dekoreret med fragmenter af hvid kakkel i stil med Ciutat de les Arts i les Ciències. På Tyne and Wear Metro er stationen ved Newcastle United's hjemmebane St James' Park dekoreret med klubbens berømte sorte og hvide striber. I Los Angeles er hver enkelt station på Red Line og Purple Line bygget med forskellig kunst og dekorationer så som malerier, kakler og skulpturer udformet som bænke. På Mexico City Metro er hver station identificeret med et unikt symbol udover navnet, da mange af passagerne ikke kunne læse, da systemet blev designet.
Det er dog ikke altid, at selskabet bag en metro går efter at gøre alle stationer unikke. Norman Fosters nye system i Metro Bilbao bruger for eksempel den samme moderne arkitektur på alle stationer for at gøre det nemt for passagerne at finde rundt. Til gengæld vil nogle nok finde det noget upersonligt.